# Аржаниця
Аржаниця (біл. Аржаніца) — річка в Глибоцькому районі Вітебської області, ліва притока річки Березівки (басейн Західної Двіни).
Починається в болоті за 2 кілометри на північний схід від агромістечка Крулевщина на кордоні Докшицького і Глибоцького районів. Протікає в межах Свенцинських пасом. Протікає через озеро Чачалевське. Впадає в Березівку біля села Русакі.
Завдовжки Аржаниця 35 км. Площа басейну становить 130 км². Середньорічна витрата води в гирлі 0,8 м³/с. Середній нахил водної поверхні 1,3 ‰.
Долина трапецієподібна, завширшки від витоку до озера Чачалевського 0,4-1 км, потім 2-2,5 км. Русло у верхній і середній течії впродовж 18,8 км каналізоване, на непорушній ділянці воно завширшки 12-16 м. Заплава переважно відкрита.
Річку використовують як водоприймача меліоративних систем.
Назва походить від слова «іржавий» і пов'язана з кольором води.